# Rorbas
Rorbas (toponimo tedesco) è un comune svizzero di 2 814 abitanti del Canton Zurigo, nel distretto di Bülach.

## Monumenti e luoghi d'interesse

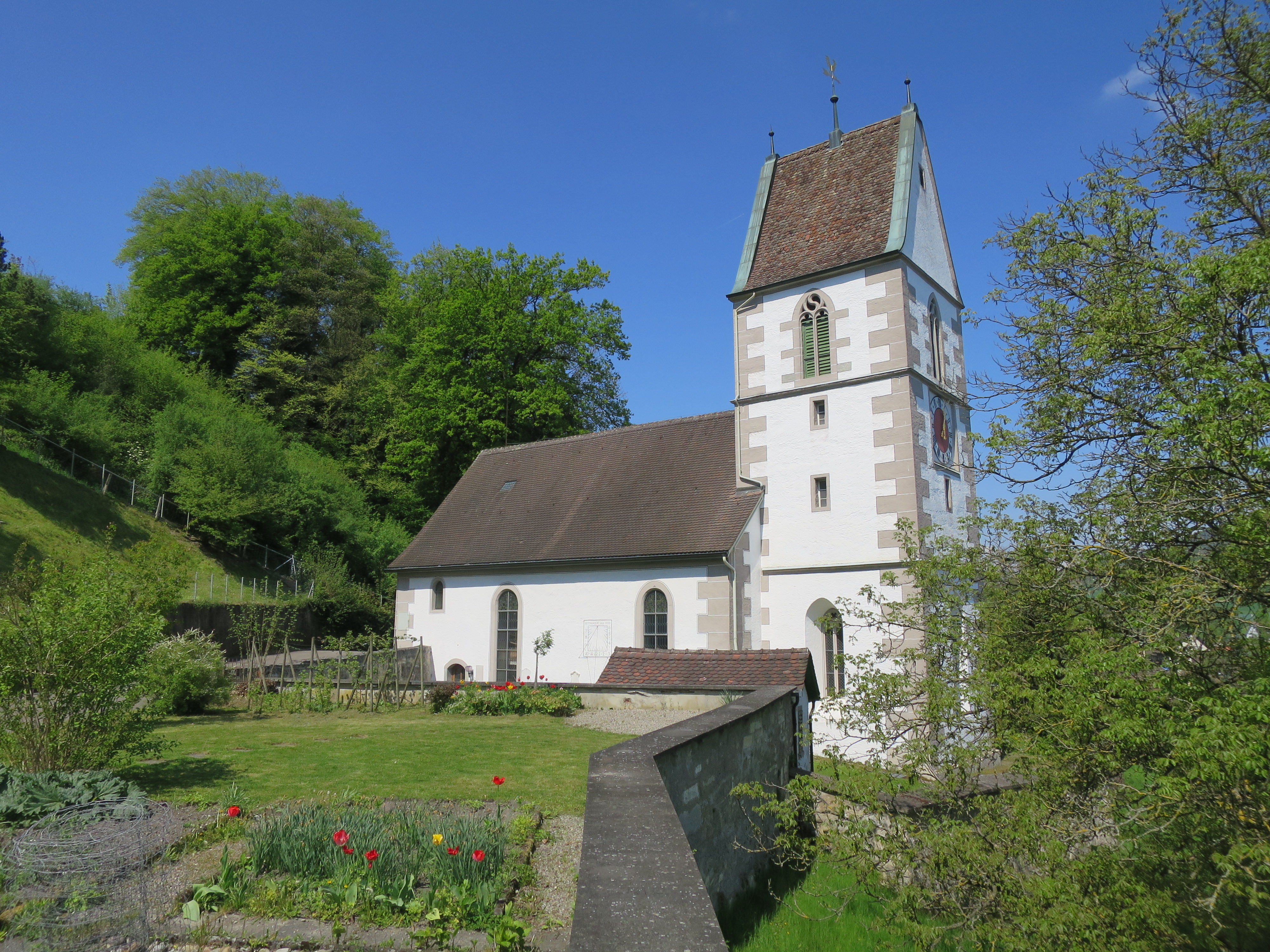
La chiesa di San Giovanni Battista

- Chiesa riformata di San Giovanni Battista, attestata dal 1188 e ricostruita nel 1586[1].

## Società

### Evoluzione demografica
L'evoluzione demografica è riportata nella seguente tabella:
Abitanti censiti

## Infrastrutture e trasporti

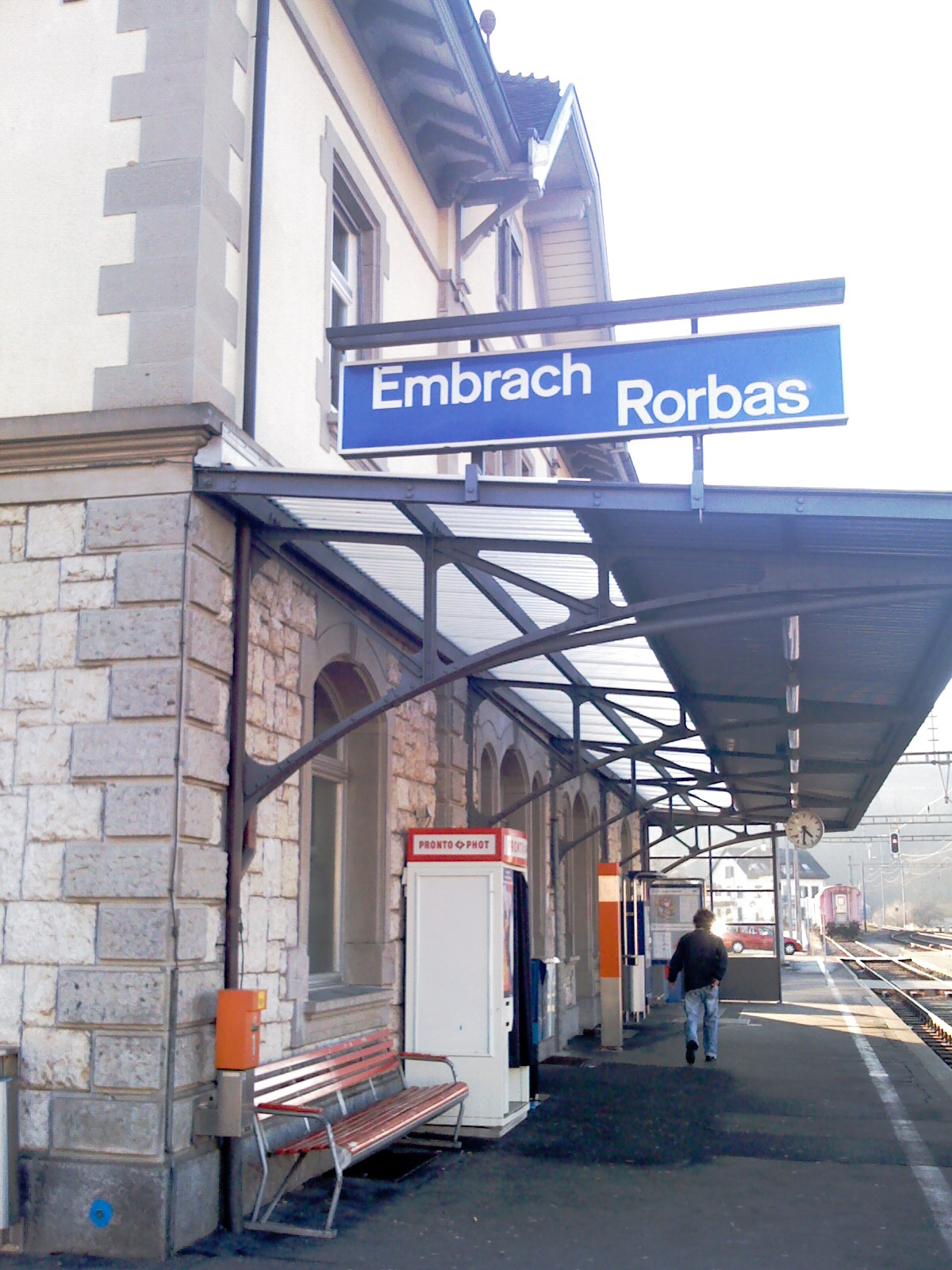
La stazione di Embrach-Rorbas

Rorbas è servito dalla stazione di Embrach-Rorbas sulla ferrovia Winterthur-Bülach-Koblenz.

## Amministrazione
Ogni famiglia originaria del luogo fa parte del cosiddetto comune patriziale e ha la responsabilità della manutenzione di ogni bene ricadente all'interno dei confini del comune.